# Marie Aimee
Marie Aimee (Tronchon), född 1852 i Alger, död 2 oktober 1887 i Paris, var en fransk operett- och operasångerska (sopran).
Marie Aimee blev känd som operett-ingeny i Frankrike, efter att bland annat ha deltagit i Jacques Offenbachs ursprungliga Paris-uppsättning av Les Brigands 1869. Hon gjorde också flera internationella framträdanden, och uppträdde under hela 1870-talet med en egen trupp i Nordamerika, som spelade opera buffa. Hon dog i cancer.